# Jornal da Tarde Açores
O Jornal da Tarde Açores é o telejornal da hora do almoço da RTP Açores que vai para o ar todos os dias às 13h UTC−1. É apresentado alternadamente, durante a semana, por Susana Silveira, Nuno Neves, Marta Silva e Roberto Morais. É emitido na RTP Açores, a partir da Horta.
Cobre uma variedade de assuntos regionais.